# 녹도항 (보령시)
녹도항(鹿島港)은 충청남도 보령시 오천면 녹도리, 녹도 섬에 있는 어항이다. 1972년 8월 7일 지방어항으로 지정되었다. 시설관리자는 보령시장이다.

## 명칭 유래
섬의 모양이 "고개는 서쪽으로 뿔은 동쪽으로 두고 드러누워 있는 사슴과 같이 생겼다"고 하여 녹도로 불린다.

## 개발 계획
2011년 3월 15일 대산지방해양항만청에서 녹도항 방파제 끝단에 3월부터 9월까지 등대를 설치하여 입․출항 선박의 안전항해의 길잡이로서 출발과 도착을 알리는 역할은 물론, 지역주민과 관광객에게 항구를 상징하는 랜드 마크로서 역할을 수행할 것으로 기대된다.

## 어항 구역
녹도항의 어항구역은 다음과 같다.
- 수역
  - 북방파제 기부 외측 기점(X= 308,090 Y=134,104)으로부터 정동방향으로 345m 이 점에서 정남방향으로 600m, 이 점에서 정서방향으로 육지와 연결한 선내의 공유수면 및 육역
- 육역
  - 충청남도 보령시 오천면 녹도리 95-1 (잡종지)
  - 충청남도 보령시 오천면 녹도리 240-1 (제방)
  - 충청남도 보령시 오천면 녹도리 240-3 (도로)
  - 충청남도 보령시 오천면 녹도리 291-1 (제방)
  - 충청남도 보령시 오천면 녹도리 291-3 (제방)
  - 충청남도 보령시 오천면 녹도리 291-4 (도로)

## 주요 어종
- 까나리, 새우, 멸치, 굴, 김